# Olympische Sommerspiele 1900/Leichtathletik – Standhochsprung (Männer)
Der Standhochsprung der Männer bei den Olympischen Spielen 1900 in Paris wurde am 16. Juli 1900 im Croix Catelan entschieden. Es nahmen nur drei Springer aus den Vereinigten Staaten teil. Dort waren die Sprungdisziplinen aus dem Stand besonders populär. Dabei durfte nur einmal zum Sprung angesetzt werden, wurde der ganz vom Boden abgehobene Fuß vor Ausführung des Sprunges wieder aufgesetzt, galt dies als Fehlversuch. Bei Olympischen Spielen standen die Standsprünge erstmals auf dem Programm und blieben bis einschließlich 1912 olympisch.
Der Standsprungspezialist Raymond Ewry wurde Olympiasieger vor dem Doppelgoldmedaillengewinner im Hoch- und Stabhochsprung Irving Baxter. Der Dreisprungdritte Lewis Sheldon belegte auch hier den dritten Platz.

## Rekorde
Die damals bestehenden Weltrekorde waren noch inoffiziell.
| Weltrekord         | 1,615 m                                                | Ray Ewry                                               | USA                                                    | 1896                                                   |
| Olympischer Rekord | Disziplin bei Olympischen Spielen erstmals ausgetragen | Disziplin bei Olympischen Spielen erstmals ausgetragen | Disziplin bei Olympischen Spielen erstmals ausgetragen | Disziplin bei Olympischen Spielen erstmals ausgetragen |

Folgende Rekorde wurden bei diesen Olympischen Spielen im Hochsprung aus dem Stand gebrochen oder eingestellt:
| WR | 1,655 m Ray Ewry | USA | 16. Juli |

## Medaillen
Wie schon bei den I. Olympischen Spielen vier Jahre zuvor gab es jeweils eine Silbermedaille für den Sieger und Bronze für den zweitplatzierten Athleten. Der Sportler auf Rang drei erhielt keine Medaille.

## Ergebnis
| Platz | Athlet        | Land | Höhe (m)   |
| ----- | ------------- | ---- | ---------- |
| 1     | Ray Ewry      | USA  | 1,655 (WR) |
| 2     | Irving Baxter | USA  | 1,525      |
| 3     | Lewis Sheldon | USA  | 1,500      |

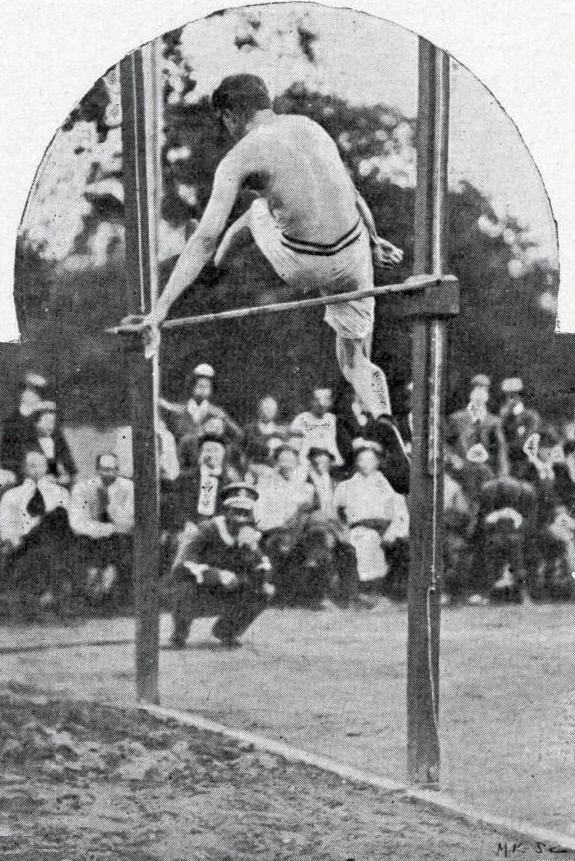
Standsprungspezialist Ray Ewry siegte in allen drei Wettbewerben der Sprünge aus dem Stand

Bei den Sprungdisziplinen aus dem Stand, die in jener Zeit sehr beliebt waren und bei diversen Meisterschaften auf dem Programm standen, war jedem Athlet sein Sprungstil selbst überlassen. Eine verbindliche Vorschrift über dessen Ausführung gab es nur dahingehend, dass ein Fuß den Boden nur einmal verlassen durfte, ansonsten wurde ein Fehlversuch gewertet. Gemessen wurde jeder halbe Zentimeter, wobei auf- oder abgerundet wurde.
Alle drei Sprungdisziplinen aus dem Stand wurden am selben Tag durchgeführt, sodass Raymond Ewry an einem Tag dreimal Olympiasieger wurde – ein unerreichter Rekord. Als Kind war er an Kinderlähmung erkrankt und hatte im Bestreben, diese Probleme zu überwinden, seine Beinmuskulatur besonders trainiert, was ihm nun sehr zugutekam. Ewry stellte in seiner Laufbahn auch Rekorde im Rückwärtsspringen auf.
Die Quellenangaben stimmen für diese Disziplin komplett überein.

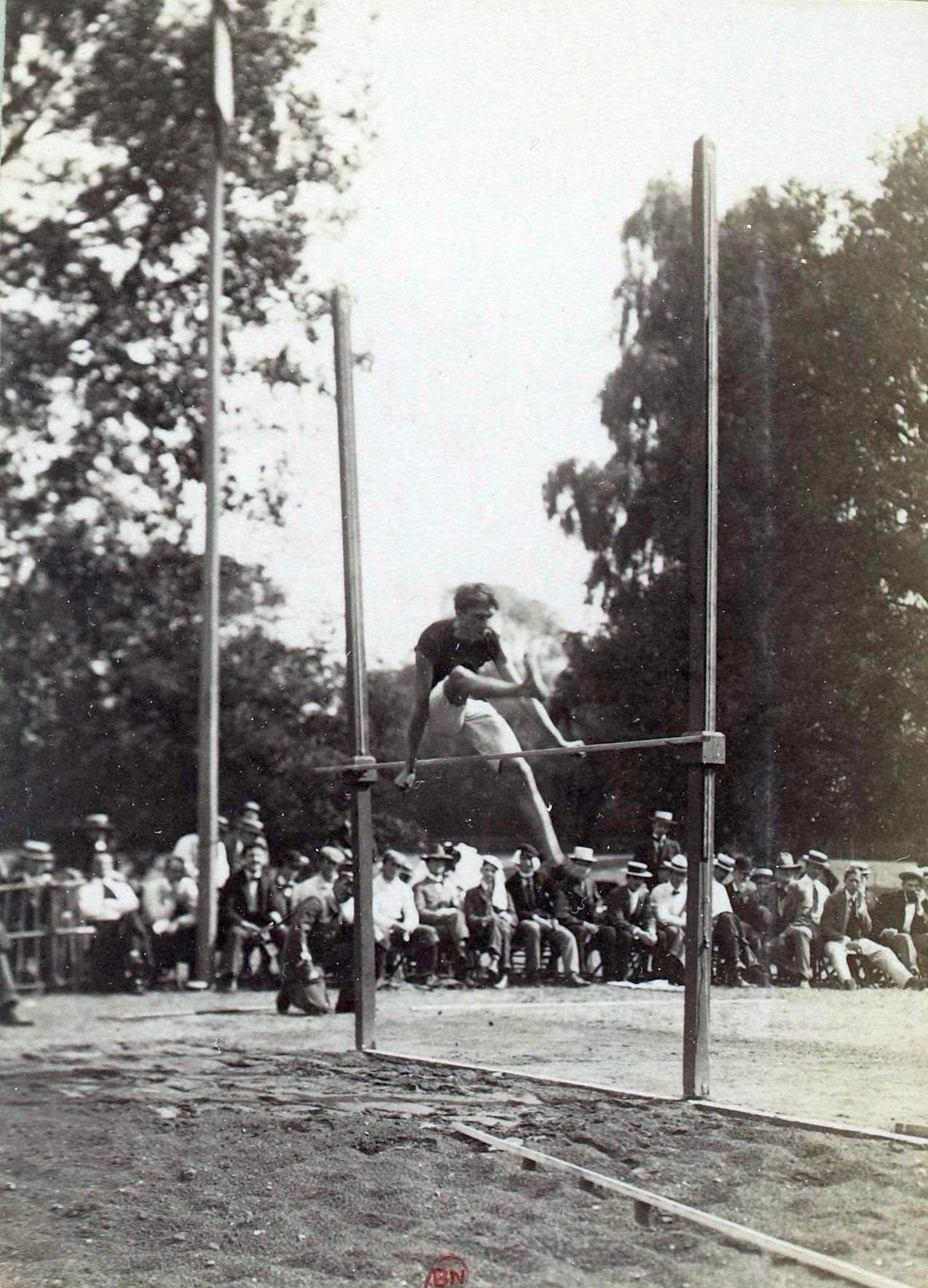
Der Olympiazweite Irving Baxter – nicht nur stark im Hoch- und Stabhochsprung, wo er jeweils Gold gewann
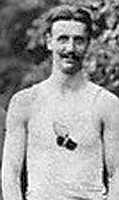
Der Dreisprungdritte Lewis Sheldon kam auch im Standhochsprung auf den dritten Rang und wurde jeweils Vierter im Standweit- und im Standdreisprung